# Lee Hyo-jung

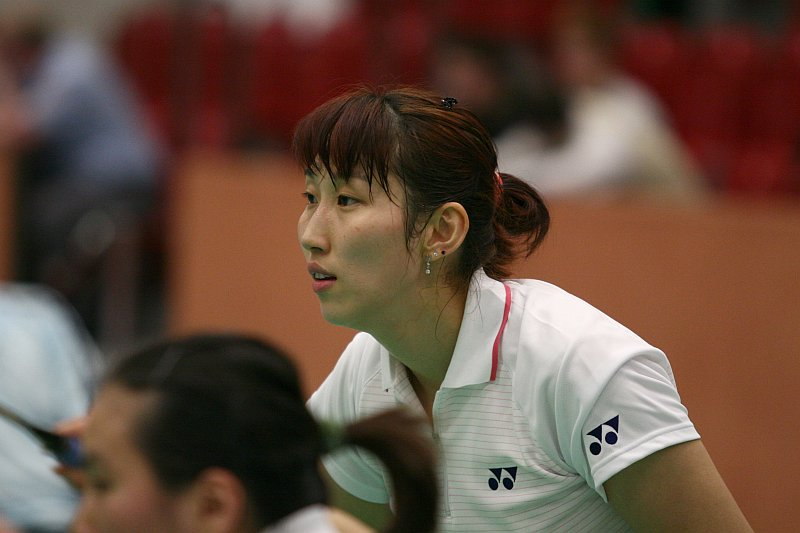
Lee Hyo-Jung

Lee Hyo-jung (koreanisch 이효정; * 13. Januar 1981 in Busan) ist eine Badmintonspielerin aus Südkorea.

## Sportliche Karriere
Lee Hyo-jung gewann die Goldmedaille im Mixed bei den Olympischen Sommerspielen 2008 gemeinsam mit ihrem Partner Lee Yong-dae. Lee Hyo-jung und Lee Yong-dae kamen als ungesetzte Spieler bis ins Finale und siegten dort gegen die an Nummer 1 gesetzten Indonesier Liliyana Natsir und Nova Widianto mit 21:11 und 21:17.
Lee Hyo-jung gewann bei derselben Veranstaltung mit Silber im Damendoppel eine weitere Medaille. Mit Lee Kyung-won unterlagen sie im Finale als Viertgesetzte den an Nummer zwei gesetzten Chinesinnen Du Jing und Yu Yang.
Von den Olympischen Spielen 2004 war sie dagegen noch medaillenlos zurückgekehrt. Im Damendoppel mit Hwang Yu-mi hatten sie ein Freilos in der ersten Runde und gewannen anschließend gegen Cheng Wen-hsing und Chien Yu-chin aus Taiwan. Im Viertelfinale unterlagen die Koreanerinnen der chinesischen Paarung Zhao Tingting und Wei Yili mit 15:8, 6:15 und 13:15. Im Mixed mit Kim Yong-hyun war sogar schon in Runde 2 Schluss. Nach einem erneuten Freilos in Runde 1 unterlagen sie im Achtelfinale gegen Jens Eriksen und Mette Schjoldager aus Dänemark.

## Sportliche Erfolge
| Saison | Veranstaltung            | Disziplin   | Platz | Name                           |
| ------ | ------------------------ | ----------- | ----- | ------------------------------ |
| 1998   | German Juniors           | Mixed       | 1     | Choi Min-ho / Lee Hyo-Jung     |
| 1998   | German Juniors           | Dameneinzel | 1     | Lee Hyo-jung                   |
| 1998   | German Juniors           | Damendoppel | 1     | Lee Hyo-jung / Jun Woul-sik    |
| 1998   | Sri Lanka International  | Mixed       | 1     | Choi Min-ho / Lee Hyo-jung     |
| 1998   | Sri Lanka International  | Damendoppel | 1     | Jun Woul-sik / Lee Hyo-jung    |
| 1999   | China Open               | Damendoppel | 3     | Lee Hyo-jung / Yim Kyung-jin   |
| 1999   | Australian International | Damendoppel | 1     | Ra Kyung-min / Lee Hyo-jung    |
| 1999   | Hungarian International  | Damendoppel | 1     | Lee Hyo-jung / Yim Kyung-jin   |
| 1999   | Hongkong Open            | Mixed       | 3     | Lee Dong-soo / Lee Hyo-jung    |
| 1999   | Hongkong Open            | Damendoppel | 3     | Lee Hyo-jung / Yim Kyung-jin   |
| 1999   | Weltmeisterschaft        | Mixed       | 33    | Lee Hyo-jung / Lee Hyun-il     |
| 1999   | China Open               | Mixed       | 3     | Lee Dong-soo / Lee Hyo-jung    |
| 2000   | Swiss Open               | Damendoppel | 3     | Yim Kyung-jin / Lee Hyo-jung   |
| 2000   | Japan Open               | Mixed       | 5     | Lee Dong Soo / Lee Hyo-jung    |
| 2000   | Asienmeisterschaft       | Damendoppel | 1     | Lee Hyo-jung / Yim Kyung-jin   |
| 2000   | Japan Open               | Damendoppel | 3     | Yim Kyung-jin / Lee Hyo-jung   |
| 2000   | Taiwan Open              | Damendoppel | 5     | Yim Kyung-jin / Lee Hyo-jung   |
| 2001   | Weltmeisterschaft        | Damendoppel | 9     | Hwang Yu-mi / Lee Hyo-jung     |
| 2001   | Weltmeisterschaft        | Mixed       | 9     | Lee Dong-soo / Lee Hyo-jung    |
| 2002   | Indonesia Open           | Damendoppel | 5     | Hwang Yu-mi / Lee Hyo-jung     |
| 2002   | China Open               | Mixed       | 5     | Kim Yong Hyun / Lee Hyo-jung   |
| 2002   | Asienspiele              | Damendoppel | 3     | Lee Hyo-jung / Hwang Yu-mi     |
| 2003   | Swiss Open               | Mixed       | 2     | Kim Yong Hun / Lee Hyo-jung    |
| 2003   | Asienmeisterschaft       | Damendoppel | 2     | Hwang Yu-mi / Lee Hyo-jung     |
| 2003   | Asienmeisterschaft       | Mixed       | 3     | Kim Yong-hyun / Lee Hyo-jung   |
| 2003   | Weltmeisterschaft        | Mixed       | 5     | Lee Hyo-jung / Kim Yong-hyun   |
| 2003   | Weltmeisterschaft        | Damendoppel | 9     | Hwang Yu-mi / Lee Hyo-jung     |
| 2003   | China Open               | Damendoppel | 3     | Hwang Yu-mi / Lee Hyo-jung     |
| 2004   | Asienmeisterschaft       | Damendoppel | 1     | Lee Hyo-jung / Lee Kyung-won   |
| 2004   | All England              | Mixed       | 2     | Kim Yong-hyun / Lee Hyo-jung   |
| 2004   | Olympia                  | Damendoppel | 5     | Lee Hyo-jung / Hwang Yu-mi     |
| 2004   | Swiss Open               | Mixed       | 3     | Kim Yong Hyun / Lee Hyo-jung   |
| 2005   | Malaysia Open            | Mixed       | 1     | Lee Jae-jin / Lee Hyo-jung     |
| 2005   | Thailand Open            | Mixed       | 1     | Lee Jae-jin / Lee Hyo-jung     |
| 2005   | Hongkong Open            | Mixed       | 3     | Lee Jae-Jin / Lee Hyo-Jung     |
| 2005   | Korea Open               | Mixed       | 1     | Lee Jae-jin / Lee Hyo-jung     |
| 2005   | German Open              | Mixed       | 1     | Lee Jae-jin / Lee Hyo-jung     |
| 2005   | Asienmeisterschaft       | Damendoppel | 1     | Lee Hyo-jung / Lee Kyung-won   |
| 2005   | Indonesia Open           | Damendoppel | 1     | Lee Kyung-won / Lee Hyo-jung   |
| 2005   | Weltmeisterschaft        | Mixed       | 5     | Lee Jae-jin / Lee Hyo-jung     |
| 2005   | Korea Open               | Damendoppel | 1     | Lee Kyung-woon / Lee Hyo-jung  |
| 2005   | Weltmeisterschaft        | Damendoppel | 3     | Lee Kyung-Won / Lee Hyo-Jung   |
| 2005   | Thailand Open            | Damendoppel | 1     | Lee Kyung-won / Lee Hyo-jung   |
| 2005   | China Open               | Damendoppel | 3     | Lee Kyung-Won / Lee Hyo-Jung   |
| 2005   | Swiss Open               | Damendoppel | 1     | Lee Kyung-won / Lee Hyo-jung   |
| 2005   | Hongkong Open            | Damendoppel | 3     | Lee Kyung-Won / Lee Hyo-Jung   |
| 2005   | Asienmeisterschaft       | Mixed       | 2     | Lee Jae-jin / Lee Hyo-jung     |
| 2006   | Thailand Open            | Damendoppel | 1     | Lee Kyung-won / Lee Hyo-jung   |
| 2006   | Taiwan Open              | Mixed       | 2     | Lee Jae-jin / Lee Hyo-jung     |
| 2006   | Thailand Open            | Mixed       | 3     | Lee Jae-jin / Lee Hyo-jung     |
| 2006   | Asienspiele              | Damendoppel | 3     | Lee Kyung-won / Lee Hyo-jung   |
| 2006   | Macau Open               | Damendoppel | 2     | Lee Kyung-won / Lee Hyo-jung   |
| 2006   | Chinese Taipei Open      | Damendoppel | 1     | Lee Kyung-woong / Lee Hyo-jung |
| 2007   | Swiss Open               | Damendoppel | 2     | Lee Kyung-won / Lee Hyo-jung   |
| 2007   | Swiss Open               | Mixed       | 1     | Lee Hyo-jung / Lee Yong-dae    |
| 2008   | Olympia                  | Mixed       | 1     | Lee Hyo-jung / Lee Yong-dae    |
| 2008   | Olympia                  | Damendoppel | 2     | Lee Kyung-won / Lee Hyo-jung   |
| 2008   | All England              | Damendoppel | 1     | Lee Kyung-won / Lee Hyo-jung   |
| 2008   | German Open              | Damendoppel | 1     | Lee Kyung-won / Lee Hyo-jung   |
| 2008   | German Open              | Mixed       | 1     | Lee Yong-dae / Lee Hyo-jung    |
| 2008   | Korea Open               | Mixed       | 1     | Lee Yong-dae / Lee Hyo-jung    |
| 2008   | China Open               | Mixed       | 1     | Lee Yong-dae / Lee Hyo-jung    |
| 2009   | Asienmeisterschaft       | Damendoppel | 2     | Lee Hyo-jung / Lee Kyung-won   |
| 2009   | Asienmeisterschaft       | Mixed       | 1     | Lee Yong-dae / Lee Hyo-jung    |
| 2009   | Weltmeisterschaft        | Mixed       | 3     | Lee Hyo-Jung / Lee Yong-Dae    |
| 2009   | Korea Open               | Mixed       | 1     | Lee Yong-dae / Lee Hyo-jung    |
| 2009   | China Open               | Mixed       | 1     | Lee Yong-dae / Lee Hyo-jung    |
| 2009   | Malaysia Open            | Damendoppel | 1     | Lee Hyo-jung / Lee Kyung-won   |